# Your Woman
Your Woman è un singolo del cantante britannico White Town, pubblicato il 13 gennaio 1997 come primo estratto dal secondo album in studio Women in Technology.

## Descrizione
Il brano campiona il popolare assolo di tromba del brano My Woman (1932) della Lew Stone & his Monseigneur Band (benché nel caso di White Town lo strumento utilizzato sia effettivamente un oboe), che ricorda vagamente il primo passaggio della Marcia imperiale, della colonna sonora di Guerre stellari. Il singolo ha raggiunto la posizione numero uno in Inghilterra, ed ha ottenuto un notevole successo in tutto il mondo.
La canzone è apparsa per la prima volta nell'EP, Abort, Retry, Fail?, ed in seguito è stata inserita nell'album Women in Technology.
Il testo del brano è indirizzato ad un uomo, ma non è chiaro se il narratore sia una donna eterosessuale o un uomo omosessuale (perché il cantante è un uomo). L'interpretazione più comune è che il narratore è stato già a letto con il soggetto della canzone (presumibilmente bisessuale), ma è stato poi rifiutato e quindi lamenta «I could never be your woman» («non potrei mai essere la tua donna)». L'autore della canzone non ha mai dato una versione ufficiale del significato del brano, reputandolo adatto a molteplici situazioni.

## Video musicale
Il videoclip è stato prodotto nello stile del cinema muto (in particolare le opere inglesi della scuola di Brighton), con l'ampio uso di mascherini, effetti di montaggio e allusioni simboliche date da scritte e oggetti. È stato girato quasi completamente a Derby in Inghilterra, dal regista Mark Adcock.

## Tracce
CD-Single Chrysalis 7243 8 83669 2 2 (EMI) / EAN 0724388366922
1. Your Woman – 4:18
2. Give Me Some Pain – 4:23

## Classifiche
| Classifica (2001)     | Massima posizione |
| --------------------- | ----------------- |
| Svizzera              | 19                |
| Austria               | 23                |
| Francia               | 5                 |
| Paesi Bassi           | 28                |
| Belgio                | 7                 |
| Svezia                | 10                |
| Finlandia             | 4                 |
| Norvegia              | 5                 |
| Australia             | 2                 |
| Nuova Zelanda         | 5                 |
| Italia                | 1                 |
| UK                    | 1                 |
| USA Billboard Hot 100 | 23                |

## Cover
Nel luglio 2005, il cantante Tyler James ha eseguito una cover del brano. 
Dua Lipa nel 2021 ha ripreso il sample nella canzone Love again.